# فن الإمبراطورية الماورية

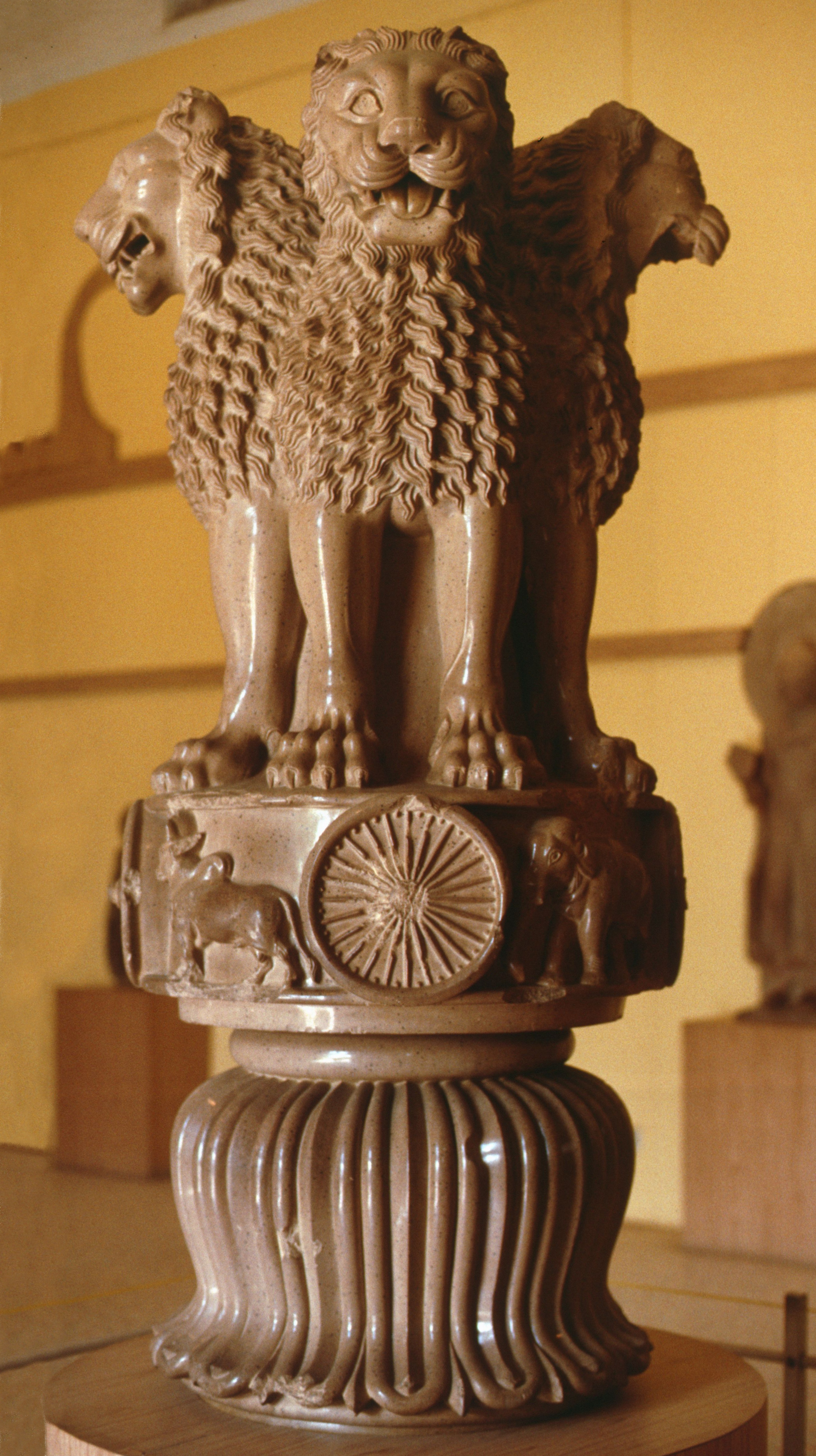

الفن الماوري، الذي يشمل القسم الأكبر منه على منحوتات، أُنتج خلال فترة الإمبراطورية الماورية التي كانت أول إمبراطورية حكمت -على الأقل من الناحية النظرية- معظم شبه القارة الهندية بين عامي 322 و158 قبل الميلاد. يمثل الفن الماوري تحولًا مهمًا في الفن الهندي من استخدام الخشب حتى الحجر. لقد كان فنًا ملكيًا رعاه ملوك الإمبراطورية الماورية خاصة أشوكا. تُعد الأعمدة والستوبا والكهوف أبرز العناصر الباقية على قيد الحياة.
تشمل أهم بقايا الفن الماوري الضخم بقايا القصر الملكي ومدينة باتاليبوترا، أو السياج المتراص في سارناث أو البوديماندالا أو المذبح الذي يرتكز على أربعة أعمدة في بودغايا، وقاعات تشيتيا المنحوتة في الصخر في كهوف بارابار بالقرب من غايا بما فيها كهف سوداما الذي يحمل نقشًا مؤرخًا من السنة الملكية الثانية عشرة لأشوكا، والأعمدة الحاملة دون المرسوم أو تلك التي تحمل مراسيم عليها والمنحوتات الحيوانية التي تتوج الأعمدة مع نقوش بارزة حيوانية ونباتية تزين ألوح التيجان والنصف الأمامي من الشكل الذي يمثل فيل محفور ضمن دائرة من صخرة في داولي.
جادل أناندا كوماراسوامي، الذي كتب في عام 1923، بأن الفن الماوري يمتلك ثلاث مراحل رئيسية. عُثر على المرحلة الأولى في بعض حالات تمثيل الآلهة الفيدية (من أهم الأمثلة على ذلك، نقوش سوريا وإندرا في كهوف بهاجا). مع ذلك، فإن فن كهوف بهاجا يؤرخ عمومًا في وقت متأخر عن الفترة الماورية، أي يعود إلى القرنين الثاني والأول قبل الميلاد. تمثل المرحلة الثانية فن البلاط في أشوكا، وعادة ما نراها في الأعمدة المتراصة التي نُقش عليها مراسيمه، بينما كانت المرحلة الثالثة هي بداية العمارة الحجرية والطوب، كما في حالة ستوبا الأصلية في سانشي، السياج الصغير المتراص في سانشي وكهف لوماس ريشي من كهوف بارابار بواجهته المزخرفة، التي أعادت إنتاج أشكال الهياكل الخشبية.
يتفق معظم الباحثون على أن الفن الماوري قد تأثر بالفن اليوناني والفارسي وخاصة في النحت والعمارة الإمبراطورية. كانت الاتصالات السياسية والثقافية بين الثقافتين اليونانية والفارسية والهند مكثفة، واستمرت لفترة طويلة من الزمن، مما شجع على انتشار تقدمهما في مجال النحت.

## النحت
شكلت هذه الفترة خطوة خلاقة ومثيرة للإعجاب في النحت الحجري الهندي. ربما صُنعت الكثير من المنحوتات السابقة من الخشب ولذلك فهي لم تنج. تُشكل تيجان الحيوانات المنحوتة بإتقان والتي بقيت إلى يومنا هذا على بعض من أعمدة أشوكا، أفضل الأعمال المعروفة. من بين أفضل الأعمال على الإطلاق تاج الأسد من أشوكا في سارناث، الذي أصبح الآن الشعار الوطني للهند. يميز كوماراسوامي بين فن البلاط والفن الأكثر شعبية خلال الفترة الماورية. يتمثل فن البلاط من خلال بعض القطع الحجرية والعديد من الأعمال الصغيرة من الطين النضيج.
غالبًا ما يُطلق على السطح المصقول للغاية لمنحوتات البلاط اسم الطلاء الماوري. مع ذلك، يبدو أن هذا لا يمكن الاعتماد عليه تمامًا كأداة تشخيصية للتاريخ الماوري، إذ أن بعض الأعمال التي تعود لفترات لاحقة إلى حد كبير تحتوي على هذا الطلاء أيضًا. يُعتبر ديدارغاني ياكشي، الذي يسود الاعتقاد اليوم أنه غالبًا ما يعود للقرن الثاني الميلادي، مثالًا على ذلك.

### الأعمدة وتيجانها
نُقب عن تاج باتاليبوترا، الذي يعود تاريخه إلى القرن الثالث قبل الميلاد، في مدينة باتاليبورا الماورية. وُصف التاج على أنه فارسي أيوني، مع تأثير يوناني قوي بما في ذلك التصميمات الحلزونية أو تصميم الخرز والبكرة والمندريس والعسلة. تميل هذه القطعة المعمارية الضخمة إلى اقتراح أن التأثير الفني الأخميني والهلنستي في البلاط الماوري يعود لوقت مبكر.
بنى الإمبراطور أشوكا أعمدة دينية في جميع أنحاء الهند، وقد نُحتت باستخدام نوعين من الحجر. بُني بعض من هذه الأعمدة من الحجر الرملي الأحمر والأبيض المرقط من منطقة ماثورا، والبعض الآخر من الحجر الرملي الصلب ذو الحبيبات الناعمة ذات اللون البرتقالي مع وجود بقع سوداء صغيرة مستخرجة من تشونار بالقرب من فاراناسي. يوحي تجانس الأسلوب في تيجان الأعمدة بأن جميعها قد نُحتت على يد حرفيين من نفس المنطقة. لذلك يبدو أن هذا الحجر قد نُقل من ماثورا إلى المواقع المختلفة حيث عُثر على الأعمدة، وفي هذه المواقع قُطع الحجر ونُحت على يد الحرفيين، وامتلكوا خاصية تلميع رائعة بالنسبة للمنحوتات الماورية.
بُنيت هذه الأعمدة بشكل رئيسي في سهول الغانج. نُقشت بمراسيم أشوكا عن الدارما أو النزاهة. يتميز التاج الحيواني المنحوت بدقة بكونه نابضًا بالحياة، وبشكل خاص تاج الأسد في سارناث، وتاج الثور في رامبورفا وتاج أسد لوريا ناندانغاره. أُجريت الكثير من التكهنات حول التشابه بين هذه التيجان والأعمال الأخمينية.
المنحوتات «المشهورة»
يوضح عمل النحاتين المحليين الفن الشعبي في الفترة الماورية. يتألف هذا الفن من النحت الذي ربما لم يُكلف من قبل الإمبراطور. كان رعاة الفن الشعبي هم الحكام المحليون والناس الأكثر ثراء. يتمثل الفن الشعبي بشخصيات مثل شخصية بيسناغار الأنثوية، والشخصية الذكورية لباركهام وحاملة الخفاقة من ديدارغانج (على الرغم من مناقشة عمرها). صُممت بمهارة أقل من تيجان الأعمدة وذلك من الناحية الفنية، وهي تعبر عن قدر كبير من الدنيوية والحيوية الجسدية.
من الممكن أيضًا أن يكون الفيل الحجري في داولي قد نُحت على يد حرفيين محليين وليس من قبل فناني البلاط الذين كانوا مسؤولين عن تيجان الحيوانات. إن صورة الفيل الخارج من الصخرة هي الأكثر إثارة للإعجاب، وكان الغرض منها على الأرجح لفت الانتباه إلى النقش الغريب.